# X2Go
X2Go est un logiciel de contrôle de bureau à distance open source pour Linux qui utilise la technologie NX. X2Go offre un accès à distance à l'interface graphique de Linux. Il peut également être utilisé pour accéder à des postes de travail Windows. Il permet de sécuriser les sessions à distance via ssh. Le serveur doit être installé sur un hôte Linux; Certains contournements sont parfois nécessaires sous Linux. Le client peut fonctionner sur Linux, OS X ou Windows.
Le projet X2go a été empaqueté pour Fedora à partir de la version F20 (2013).